# Hongos polvera
Los hongos polvera son hongos llamados así porque emiten nubes de esporas de polvo marrón cuando el cuerpo frutal maduro estalla o es impactado. Los hongos polvera pertenecen a la división Basidiomycota y abarcan varios géneros, incluidos Calvatia, Calbovista y Lycoperdon. Los verdaderos hongos polvera no tienen un tallo o tallo visible. Los  hongos polvera fueron tratados previamente como un grupo taxonómico llamado Gasteromycetes o Gasteromycetidae, pero ahora se sabe que son un grupo polifilético.
La característica distintiva de todos los hongos polvera es que no tienen una parte abierta con láminas que cargan esporas. En su lugar, las esporas se producen internamente, en un cuerpo fructífero de forma esférica llamada gasterothecium ('estómago similar al' basidiocarpo). A medida que las esporas maduran, forman una masa llamada gleba en el centro del cuerpo de la fruta que a menudo tiene un color y una textura distintivos. El cuerpo fructífero permanece cerrado hasta que las esporas se liberan de los basidios . Finalmente desarrolla una abertura, o se seca, se vuelve quebradiza y se divide, y las esporas escapan. Se cree que los  hongos polvera y formas similares evolucionaron de manera convergente (es decir, en numerosos eventos independientes) de Hymenomycetes.
Los Hymenogastrales y Enteridium lycoperdon, un moho de limo, son conocidos falsos polveras, ya que son hongos duros y leñosos. Todos los falsos hongos polvera no son comestibles, ya que son duros y amargos al paladar. También debe evitarse el género Scleroderma, que tiene una gleba púrpura joven.
Los hongos polvera se usaban tradicionalmente en el Tíbet para hacer tinta quemándolos y triturando la ceniza, luego poniéndolos en agua y agregando pegamento líquido y haciendo una decocción que, cuando se prensa durante mucho tiempo, produce una sustancia negra oscura. Los nativos americanos también quemaron el bejín común como un  ahumador de abejas primitivo para anestesiar a las abejas como un medio para obtener miel de manera segura; la práctica más tarde inspiró la aplicación medicinal experimental del humo de los hongos polvera como anestésico general quirúrgico en 1853.

## Comestibilidad e identificación

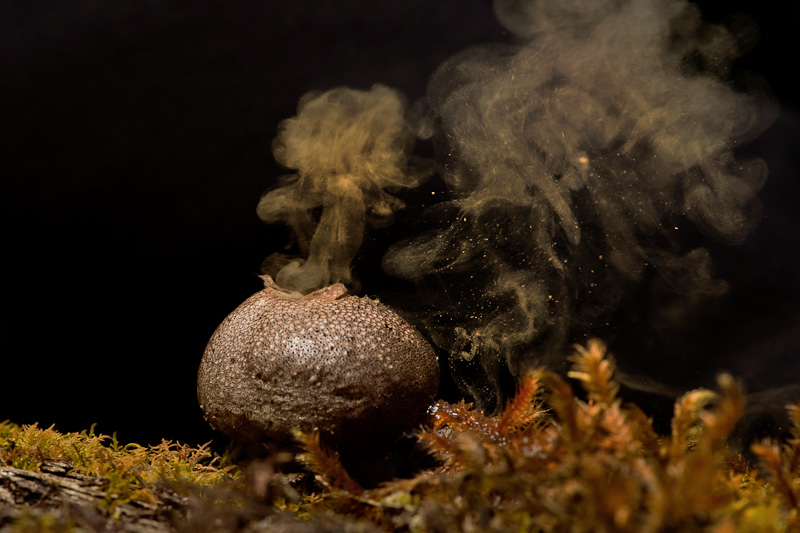
Esporas que salen del hongo

Si bien la mayoría de los hongos polvera no son venenosos, algunos a menudo se parecen a los agáricos jóvenes, y especialmente a las mortales amanitas. Los hongos polvera son comestibles mientras son jóvenes, antes de la maduración de la gleba, cuando tienen pulpa blanca indiferenciada en su interior; mientras que las branquias de los hongos Amanita inmaduros se pueden ver si se examinan de cerca. Estos pueden ser muy tóxicos.

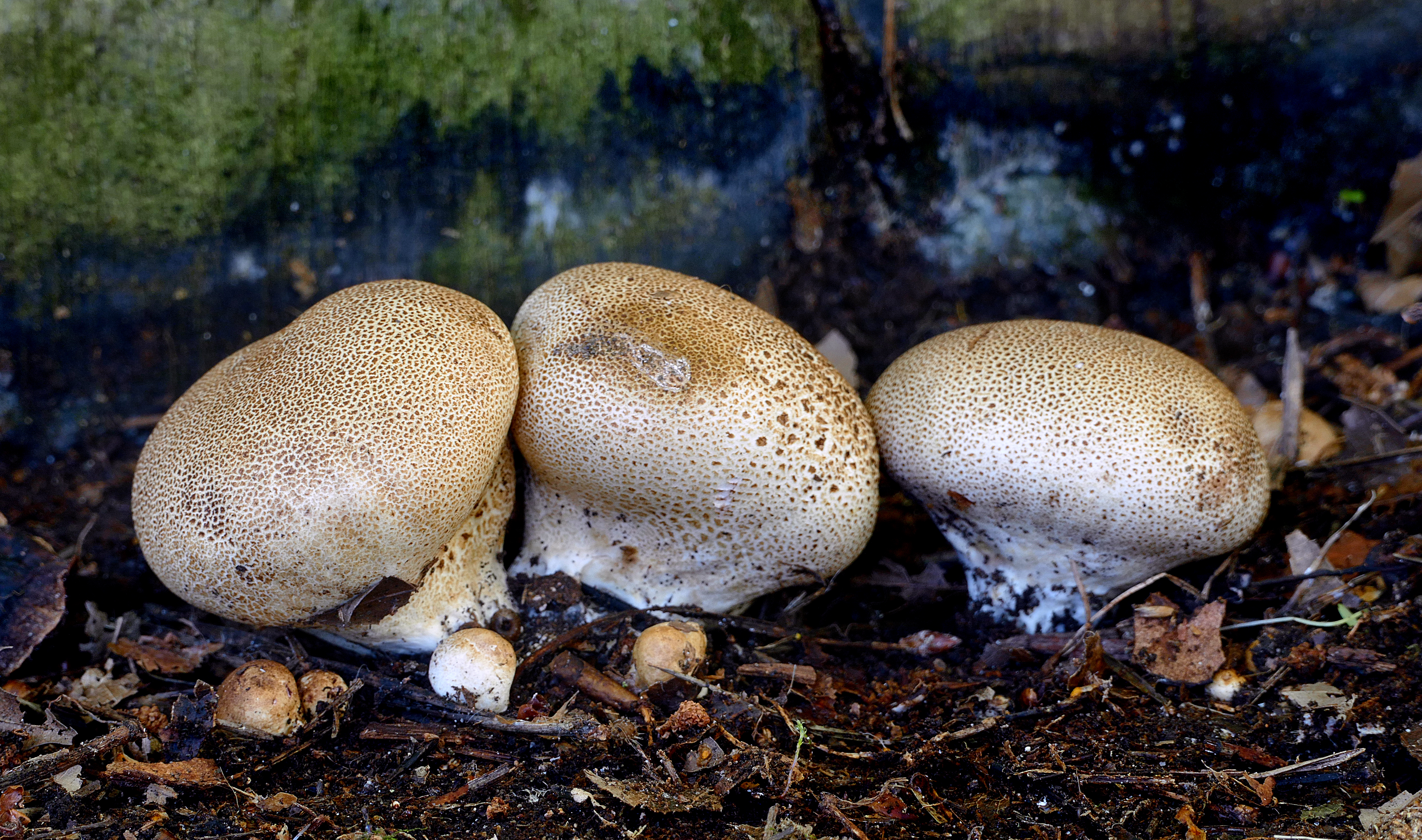
Calvatia

El hongo polvera gigante, Calvatia gigantea (anteriormente clasificado como Lycoperdon giganteum), alcanza un pie (30 cm) o más de diámetro, y es difícil confundirlo con cualquier otro hongo. 

### Hongos polvera con tallo
Especies de hongos polvera con tallo:
- Battarrea phalloides
- Calostoma cinnabarinum[5]
- Pisolithus tinctorius
- Tulostoma (género)

### Verdaderos hongos polvera
Verdaderos géneros y especies de hongos polvera:
- Bovista - varias especies, que incluyen:
  - Bovista aestivalis
  - Bovista dermoxantha
  - Bovista nigrescens
  - Bovista plumbea
- Calvatia : varias especies, que incluyen:
  - Calvatia bovista
  - Calvatia craniiformis
  - Calvatia cyathiformis
  - Calvatia gigantea
  - Calvatia booniana
  - Calvatia fumosa
  - Calvatia lepidophora
  - Calvatia pachyderma
  - Calvatia sculpta
  - Calvatia subcretacea - comestible[6]
  - Calbovista subsculpta
- Handkea - varias especies, que incluyen:
  - Handkea utriformis
- Lycoperdon : varias especies, que incluyen:
  - Lycoperdon candidum
  - Lycoperdon echinatum
  - Lycoperdon fusillum
  - Lycoperdon umbrinum
- Esclerodermia : varias especies, que incluyen:
  - Esclerodermia auratium
  - Esclerodermia geaster - no comestible[7]

### Falsos hongos polvera

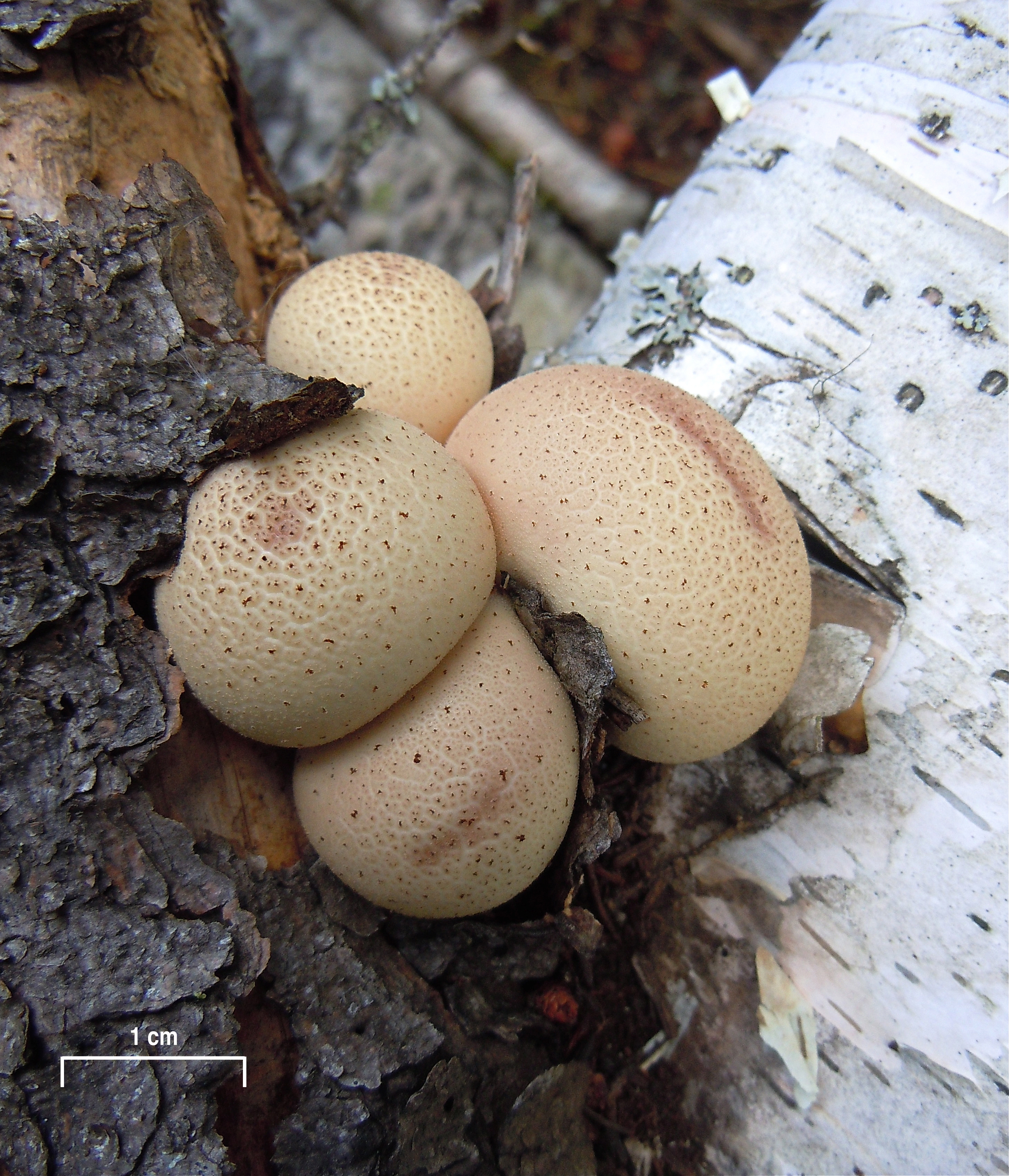
Lycoperdon pyriforme

Especies de falsos hongos polvera: 
- Endoptychum agaricoides
- Nivatogastrium nubigenum
- Podaxis pistillaris
- Rhizopogon rubescens
- Truncocolumella citrina